# Mini

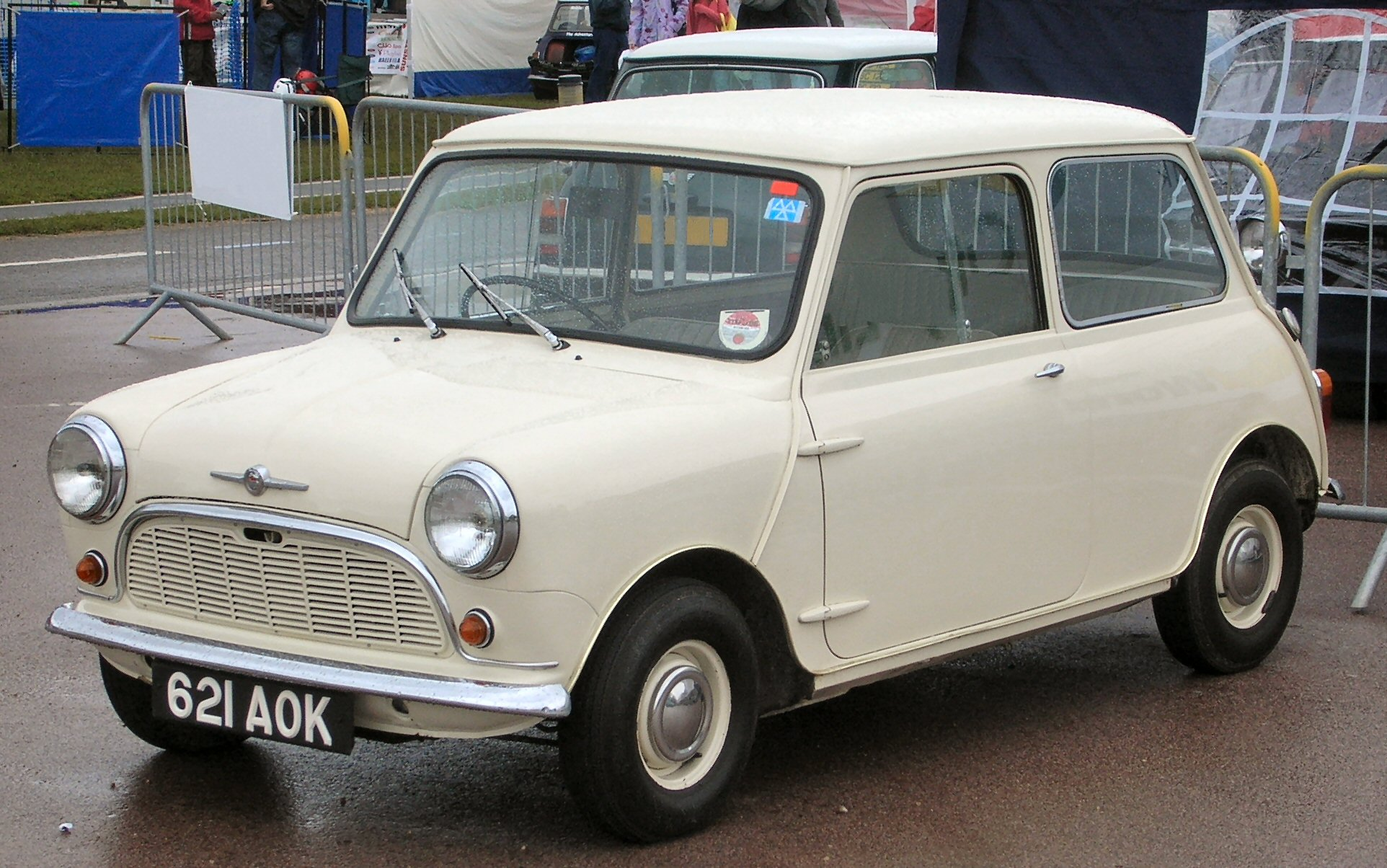
Chiếc xe mini năm 1959.

Mini là thương hiệu ô tô cỡ nhỏ, được sản xuất bởi Tập đoàn ô tô Anh Quốc (British Motor Corporation - BMC) và hiện nay thuộc quyền sở hữu của tập đoàn BMW. Mini từng được xem là một biểu tượng của nước Anh vào những năm 1960.
Thiết kế truyền động cầu trước kiểu tiết kiệm không gian của Mini cho phép 80% diện tích sàn xe được sử dụng bởi hành khách và đồ đạc chở theo. Mini được xem là vật đối trọng với chiếc Volkswagen Beetle, chiếc xe rất được yêu thích ở Bắc Mỹ. Vào năm 1999, Mini được bình chọn là chiếc xe có ảnh hưởng thứ nhì của thế kỷ 20, sau chiếc Ford Model T.

## Lịch sử
Được giới thiệu trước công chúng vào tháng 8 năm 1959, Mini được bán ra trên thị trường dưới cái tên Austin Seven và Morris Mini-Minor. Austin Seven được đổi tên thành Austin Mini vào tháng 1 năm 1962 và Mini trở thành một nhãn hiệu độc lập vào năm 1969. Năm 1980, một lần nữa nó lại trở thành Austin Mini và năm 1988 là Rover Mini.
Từ năm 1994 đến 2000, dưới sự lãnh đạo của Bernd Pischetsrieder, BMW mua lại tập đoàn Rover của British Group với mục đích đưa xe vào sản xuất hàng loạt. Kể từ đó hàng loạt mẫu xe du lịch danh tiếng của Rover như Mini, Land Rover và Ranger Rover và cả mẫu xe lịch sử Triumph đều thuộc sở hữu của BMW. Tuy nhiên, công việc kinh doanh không được suôn sẻ. Trong nhiều năm, xe Rover cạnh tranh gay gắt với BMW, giành giật thị phần và chiến lược tiếp thị. Nhận thấy khó khăn trong việc phát triển Rover song song với BMW, hãng xe Đức liên tiếp thay đổi chiến lược marketing cho bộ phận Rover. Năm 2000, sau 6 năm thua lỗ liên tiếp, BMW bán Rover cho Phoenix Consortium với giá rẻ, đồng thời bán Land Rover và Range Rover cho Ford.. BMW giữ lại cái tên Mini, cho Rover quyền bán ra các mẫu xe cũ đã hết sản xuất. Tổng cộng có 5.387.862 chiếc xe Mini đã được sản xuất.
Sau khi chiếc Mini cuối cùng đã được bán, tên 'Mini' trở lại thuộc quyền sở hữu của BMW. Mini của BMW về mặt kỹ thuật không giống chiếc xe cũ lắm nhưng vẫn giữ thiết kế bốn xi-lanh ngang cổ điển, kiểu truyền động cầu trước và ngoại hình kiểu chó bun mang tính biểu tượng của bản gốc.

## Tại Việt Nam
Thương hiệu xe Mini chính thức đặt chân vào Việt Nam kể từ tháng 10 năm 2013 thông qua nhà phân phối BMW Euro Auto. 4 mẫu xe Mini chính thức được đưa ra thị trường bao gồm Cooper, Cooper S, Countryman và Countryman S. Ngoài ra trong tương lai sẽ có thêm tập đoàn Sime Darby của Malaysia tham gia việc phân phối thương hiệu này.
1/1/2018, Trường Hải Thaco chính thức trở thành nhà phân phối của MINI tại Việt Nam.